# ロベール1世 (ノルマンディー公)
ロベール1世（フランス語：Robert Ier, 1000年頃 - 1035年7月3日）は、ノルマンディー公（在位：1028年 - 1035年）。華やかな衣装を好んだことから「華麗公」（le Magnifique）、あるいは兄を暗殺したという疑いから「悪魔公」（le Diable）と呼ばれる。また、先祖であるロロがロベールと改名しているため、代数が繰り下がって稀にロベール2世と称される場合もある。

## 生涯
ノルマンディー公リシャール2世（善良公）とその妻でブルターニュ公コナン1世の娘ジュディットの子。イングランド王エゼルレッド2世と北海帝国の王クヌーズ大王の妃エマは叔母に当たる。
1027年、父が死去して兄のリシャール3世が公位を嗣いだ時、ロベールはイエモワ伯（fr）となっていた。リシャール3世はわずか1年後に死去するが、これはロベールによる暗殺ではないかと強く疑われた。ロベール1世の渾名の1つ「悪魔公」はこれに由来し、しばしば伝説の悪魔ロベールと同一視されてきた。
ロベール1世の在位中、フランス王アンリ1世は弟ロベールや母后コンスタンスに反乱を起こされていた。ロベール1世はアンリ1世を支援し、褒賞としてヴェクサンを獲得した。さらに彼はフランドルに干渉し、亡命していた従弟のイングランド王エドワード懺悔王を支援し、ノルマンディーの修道院を改革した。
ロベール1世は、愛人エルエーヴ（アルレット・ド・ファレーズとも）との間に1男1女をもうけた。息子ギヨームを後継者に指名した後、ロベール1世はエルサレム巡礼に出発し、戻る途中の1035年7月の1日から3日頃にニカイアで客死した。それにより、ギヨーム2世がわずか8歳で公位を嗣いだ。
ジャコモ・マイアベーアの歌劇「悪魔のロベール」（"Robert le Diable"、1831年作曲・初演）はロベール1世を主人公としたものである。

## 子女
ロベール1世は、愛人アルレット・ド・ファレーズとの間に以下の1男1女をもうけた。
- ギヨーム2世（1027年 - 1087年） - ノルマンディー公、後にイングランド王ウィリアム1世となる。
- アデライード（1030年頃 - 1090年以前） - ポンチュー伯アンゲラン2世と結婚、ランス伯ランベール2世（ブローニュ伯ウスタシュ1世の子）と結婚、シャンパーニュ伯ウード2世と結婚